# Бешеный пёс и Глория
«Бешеный пёс и Глория» (англ. Mad Dog and Glory) — художественный фильм режиссёра Джона Макнотона.

## Сюжет
Полицейский фотограф Уэйн (Роберт Де Ниро) не гоняется за преступниками, он не участвует в погонях, он не умеет драться. Коллеги в шутку прозвали его Бешеный пёс. Случается так, что ему вынужденно приходится столкнуться с грабителем магазина. Однако, оказалось, что в магазине преступник держал под прицелом самого босса местной мафии Фрэнка Мило (Билл Мюррей).
Франк Мило чувствует себя обязанным Уэйну и делает ему оригинальный подарок: он дарит ему на недельку девушку Глорию. Она отрабатывает за брата долг перед Мило и делает всё, что прикажет Фрэнк.
Однако за неделю Уэйн и Глория успели полюбить друг друга. И недотёпа Уэйн решает не возвращать Мило его собственность. Вот только крутым полицейским он так и не становится. А Мило не намерен оставлять Глорию. Попытка договориться не выходит — у Уэйна нет $40 тыс., которые требует мафиози за Глорию. Уэйну приходится собраться с духом и вступить в перебранку с Фрэнком, которая переходит в драку. В итоге Фрэнк уступает девушку.

## В ролях
| Актёр          | Роль       |
| -------------- | ---------- |
| Роберт Де Ниро | Уэйн       |
| Билл Мюррей    | Фрэнк Мило |
| Ума Турман     | Глория     |
| Дэвид Карузо   | Майк       |
| Кэти Бейкер    | Ли         |